# Agafton
Agafton es una localidad rumana de la comuna de Curtești, en el condado de Botoșani.

## Historia
Hacia finales del siglo XIX, la localidad, que ya por entonces pertenecía al condado de Botoșani, formaba parte de la comuna de Curtești y tenía contabilizada una población de 267 habitantes.
En la segunda mitad del siglo XX seguía perteneciendo al condado de Botoșani. En el censo de 2021 la localidad tenía una población de 298 habitantes.